# Supercoppa del Belgio 1993
La Supercoppa del Belgio 1993 (in francese Supercoupe de Belgique, in fiammingo Belgische Supercup) è stata la 14ª edizione della Supercoppa del Belgio di calcio.
La partita fu disputata dal Anderlecht, vincitore del campionato, e dallo Standard Liegi, vincitore della coppa.
L'incontro si giocò il 5 gennaio 1994 allo Stadio Constant Vanden Stock di Anderlecht e vide la vittoria dell'Anderlecth, al suo terzo titolo.

## Tabellino
| Arbitro: | Armand Ancion |

|                           |           |  |
| Nilis 37’, 63’ Bosman 85’ | Marcatori |  |